# Pistolet JSL Spitfire
Spitfire – brytyjski pistolet samopowtarzalny produkowany przez firmę JSL z Hereford. Klon czechosłowackiego pistoletu CZ 75. Od pierwowzoru odróżnia się wykonaniem ze stali nierdzewnej i podwójna sprężyną powrotną.
Spitfire jest bronią samopowtarzalną, działającą na zasadzie krótkiego odrzutu lufy. Ryglowanie poprzez przekoszenie lufy. Przekaszenie lufy przy ryglowaniu wymusza występ pod lufą, dwa rygle wycięte są na zewnętrznej powierzchni lufy, opory ryglowe na wewnętrznej powierzchni zamka. Mechanizm spustowo-uderzeniowy kurkowy, z samonapinaniem (SA/DA). Pistolet posiada bezpiecznik nastawny którego skrzydełka znajdują się po obu stronach szkieletu. Pistolet zasilany jest z magazynków pudełkowych o pojemności 13 naboi 9 mm. Po wystrzeleniu ostatniego naboju zamek zatrzymuje się w tylnej pozycji na zatrzasku zamka. Zewnętrzna dźwignia zatrzasku znajduje się po lewej stronie szkieletu. Przyrządy celownicze otwarte, składają się z muszki i szczerbinki.